# ニューオーリンズ造幣局

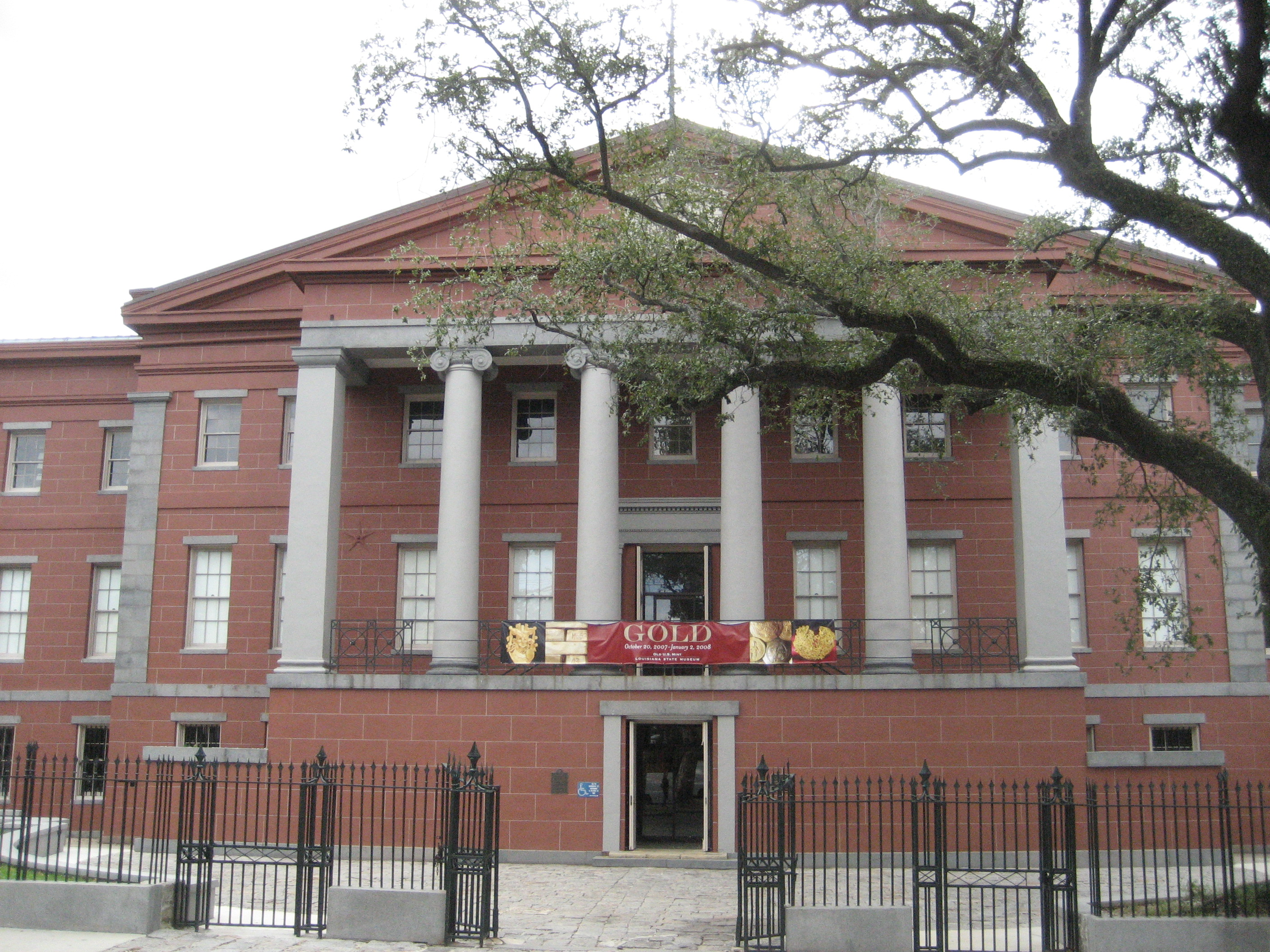
2007年10月再開直後の造幣局博物館

ニューオーリンズ造幣局 (The New Orleans Mint) は、アメリカ合衆国造幣局の支局としてルイジアナ州ニューオーリンズで1838年から1909年までの間、業務を行っていた。その間、米国のほぼ全ての種類の金銀通貨を4億2,700万枚以上鋳造し、その額面上の金額は計3億700万米ドルに上った。現在は、ルイジアナ州立博物館の支局となっている。

## 概要
ニューオーリンズ造幣局は、ミシシッピ川に近いフレンチ・クオーターの北東の端に位置しており、エスプラネード・アベニューに面している。
この建物は建築家のウィリアム・ストリックランドの設計で、当時流行していたギリシャ復古調の建築物となっている。アンドリュー・ジャクソンが大統領だった1835年に建設され、3年後の1938年に造幣局としての業務を開始した。
1861年にルイジアナ州が連邦から離脱し南北戦争が勃発した。ニューオーリンズ造幣局は州に接収され、翌年ニューオーリンズが北軍に接収されるまでの間は、南部連合の造幣局として機能した。アメリカの歴史の中で、合衆国と南部連合双方の通貨を鋳造したのは、ニューオーリンズ造幣局だけである。
ニューオーリンズが北軍に接収されたあとは、造幣局は閉鎖されていたが、南北戦争後のレコンストラクション (再建) の時期を経て1879年に再び合衆国の造幣局としての業務を再開した。以後、1909年に閉鎖されるまで業務が続いた。
閉鎖後は、その建物は評価機関、米国海岸警備隊の貯蔵庫、核シェルターなど様々な目的に使用されてきた。1981年以降は、ルイジアナ州立博物館の支局となっている。2005年のハリケーン・カトリーナで建物が被害を受け博物館は閉鎖されていたが、修理を経て2007年10月20日に再開した。
ニューオーリンズ造幣局は、アメリカ国定歴史建造物に指定されており、現存する米国造幣局の建物としては最古のものとなっている。アート・ギャラリーを擁する元造幣局の建物としては、他にノースカロライナ州のシャーロット造幣局がある。